# Президентски комплекс (Турция)
Президентският комплекс (на турски: Cumhurbaşkanlığı Külliyesi) е президентската резиденция на Република Турция. Комплексът се намира в квартал Бештепе на Анкара, в горското стопанство „Ататюрк“.
В съответствие с концепцията на президента Реджеп Тайип Ердоган за „Нова Турция“ е предвидено президентското имение Чанкая да се превърне в комплекс на министър-председателя и президентът да се премести в новопостроения дворец. Той е официално открит като официална резиденция на президента от Ердоган в Деня на републиката на страната, 29 октомври 2014 г.
Президентът Ердоган предлага новата президентска резиденция да се нарича Cumhurbaşkanlığı Külliyesi, като се има предвид традиционен комплекс, в центъра на който е джамия. Това е официално прието като официално име на резиденцията на 3 юли 2015 г. Цената на сградата е двойно повече от първоначалната оценка от над 600 милиона щатски долара. Президентският комплекс е дом на най-голямата библиотека в страната с пет милиона книги.

## История
Основният план за президентския комплекс започва през 2011 г. Министерският съвет решава комплексът Гази да бъде превърнат в „Проектна зона за градска трансформация и развитие“ с цел изграждане на сграда на министър-председателя през 2012 г. Скоро след това строителството на проекта започва със съдействието на Министерството на културата и туризма, Министерството на околната среда и урбанизацията, Министерството на горите, Администрацията за жилищно развитие TOKİ, Столична община Анкара и Съветът за опазване на културното и природно наследство.
На 2 септември 2014 г. е обявено, че комплексът ще функционира като официална резиденция на турското президентство и че имението Чанкая (предишната президентска резиденция) ще служи като официална резиденция на министър-председателя.
Откриването на комплекса е на 91-ата годишнина от основаването на Република Турция на 29 октомври 2014 г.
Комплексът е бомбардиран на 15 юли 2016 г. като част от неуспешния опит за държавен преврат.

### Дизайнерски влияния
Сградите вътре в комплекса са проектирани в съответствие със селджукските и османските архитектурни черти, образувайки синтез. Според турските медии дизайнът на един от офисите е базиран на овалния кабинет на Белия дом.

### Строителство
Сградата е построена в горското стопанство Ататюрк (AOÇ), което е създадено от Мустафа Кемал Ататюрк през 1925 г. През 1937 г. президентът Ататюрк, действащ като маршал, дарява фермата на държавата. През 1992 г. фермата е обявена за първостепенна защитена територия, което означава, че на територията ѝ не трябва да се извършва строителство. На 4 март 2014 г. административен съд в Анкара разпорежда спирането на строителството на двореца. Заповедта за спиране е подкрепена от Турския държавен съвет на 13 март. Ердоган пренебрегва решението, като казва: „Нека я съборят, ако могат. Те наредиха спиране, но не могат да спрат строителството на тази сграда. Аз ще я отворя; ще се преместя и ще я използвам“.
Министърът на финансите Мехмет Шимшек, цитиран от турския вестник Hürriyet, казва, че разходите за изграждане на двореца ще бъдат 1,37 милиарда ₺ (615 милиона долара), повечето от които вече са изразходвани, но още 135 милиона долара са предвидени в бюджета за него през 2015 г. През декември 2014 г. турската държавна администрация за жилищно строителство (TOKİ) отказва да разкрие действителните разходи за строителство на основание, че оповестяването на информацията може да навреди на икономиката на Турция, позовавайки се на член 17 от Закона за предоставяне на информация. Tезджан Джандан, ръководител на клона на Турската камара на архитектите в Анкара, казва, че крайната цена може да бъде над 5 милиарда лири.
Правителството е критикувано за президентския дворец поради високата му цена и пищното обзавеждане. Опозиционните партии засилват възраженията си срещу президентския дворец на Турция, който ще струва повече от половин милиард щатски долара. Комплексът е пейоративно наречен Ак Сарай (което означава „Белият дворец“) като препратка към Партията на справедливостта и развитието (ПСР) на Ердоган. Тъй като строителството му е забранено от съдилищата, но въпреки това продължава, и предполагаемата корупция, той редовно се споменава от някои опозиционни политици и поддръжници като Kaçak Saray (което означава „Незаконен дворец“).
Според клона на Камарата на архитектите в Анкара, цената на внесеното стъкло за прозорци е повече от 700 милиона лири. Цифрата, базирана на оценки, предоставени от доставчици на стъкло за цената на стъкло с подобни качества, е около половината от общите официални разходи за целия дворец, 1,37 милиарда TL. Има и противоречия поради широкото използване на вносен мрамор при 3000 евро на квадратен метър. Според изявление, публикувано от клона в Анкара на Съюза на камарите на турските инженери и архитекти (TMMOB), мрамор Bizassa, внесен от Италия, ще бъде използван за декориране на басейни, бани, сауни и спа центрове в двореца. Президентският дворец е имал сметка за природен газ от 2,4 милиона турски лири между октомври 2014 г. и май 2015 г., според публикувани записи. TMMOB също така твърди, че 63 асансьора и редица килими в двореца струват общо 31,2 милиона TL, докато чашите със златни инкрустации, открити в двореца, струват 1000 TL всяка. Критиците наричат пищността загуба на бюджетни средства, докато Ердоган отхвърля критиките, настоявайки, че дворецът, който според него ще бъде наречен „Президентски комплекс“, повишава репутацията на Турция.
На 10 юли 2015 г. Турският държавен съвет установява, че строителството на двореца нарушава закона и нарежда той да бъде опразнен. Президентството обаче заявява, че решението е ultra-vires, цитирайки член 105, параграф 2 от Конституцията, който гласи: „Не може да се обжалва пред който и да е съдебен орган, включително Конституционния съд, срещу решенията и заповедите, подписани от президент на републиката по собствена инициатива“.

### Първи гости
Тържественото откриване на президентската резиденция е на 91-ата годишнина от републиката. По повод честванията на Деня на републиката президентът приветства служители от всички клонове на правителството.
Папа Франциск е първият държавен глава, гостувал в новия президентски дворец на 28 ноември 2014 г. по време на посещението си в Турция. Турски архитекти призовават папата да не присъства на церемонията в „нелицензирания“ президентски комплекс. На 1 декември 2014 г. руският президент Владимир Путин е вторият чуждестранен гост, посрещнат с церемония пред новия дворец.

### Изложби
По случай турския ден за отказване от тютюнопушенето на 9 февруари 2016 г. дворецът е домакин на колекция от над 215 кутии цигари, събрани от Ердоган от онези, които той принуждава да откажат пушенето. Ердоган е добре известен като активист срещу тютюнопушенето и е принуден да откаже пушенето както от политици, така и от обикновени хора, които среща на улицата.
„Колекцията на президентските ножици“ е обявена за най-голямата колекция от ножици в света през октомври 2022 г. В нея са изложени около 800 ножици, използвани от Ердоган на церемониите по встъпване в длъжност. Ердоган започва да събира встъпителни ножици през 2007 г., по-старите са предоставени от администраторите на проекта.

## Сгради в Президентския комплекс
Комплексът се състои от основна сграда и две помощни сгради, предназначени за срещи с гостуващи държавни глави и високопоставени лица. Той обхваща площ от 300 000 m2. Вдъхновен от селджукската архитектура, президентският комплекс разполага с къщи за гости, ботаническа градина, ситуационна зала със сателитни и военни комуникационни системи, бункери, способни да издържат на атака с биологични, ядрени и химически оръжия, парк и конгресен център. В комплекса се прилагат високи мерки за сигурност с допълнителна изолация срещу подслушване. За да се предотврати разсаждането на буболечки, един от офисите в комплекса няма електрически контакти.
Шефик Биркийе е водещият архитект на комплекса.

### Основни сгради
Известен като Cumhurbaşkanlığı Sarayı, Президентският дворец е основната сграда на Президентския комплекс. В тази сграда се намира работният кабинет на президента. Дворецът разполага с най-малко 1150 стаи и лаборатория за откриване на ядрени, биологични и химически опасности, които могат да бъдат използвани като атака срещу президента.

### Национална джамия Бештепе
Разположена в президентския комплекс, джамията е открита за богослужения на 3 юли 2015 г. с участието на президента Реджеп Тайип Ердоган. Джамията има капацитет от приблизително 3 хиляди души за поклонение по едно и също време. Площта на джамията и околностите ѝ покриват 5 177 квадратни метра. Има 4 минарета и височината на всяко минаре е 59,30 метра. То отразява турската и османската архитектура.

### Президентска библиотека
Националната библиотека на президентството (на турски: Cumhurbaşkanlığı Millet Kütüphanesi), наричана още президентската библиотека от обикновените хора, е най-голямата библиотека в Турция, с колекция от над четири милиона книги на 134 различни езика, и 120 милиона статии и доклади. Президентската библиотека, която има най-голямата новосъздадена колекция в света, е официално открита от президента Реджеп Тайип Ердоган на 20 февруари 2020 г. В допълнение към получаването на копие от материали, отпечатани в страната, като библиотека-депозитар, Президентската библиотека също получава книги, в сътрудничество с Министерството на външните работи, от всяка страна, в която Турция има дипломатическа мисия. Тя е дом на Dīwān Lughāt al-Turk, първият изчерпателен речник на тюркските езици, съставен през 1072 – 74 г. от тюркския учен Махмуд Кашгари, сред много други ръкописи и редки книги.

### Президентска резиденция
Президентската резиденция вътре в комплекса е официалната резиденция на президента на Турция. Преди сградата да бъде завършена, президентите са използвали имението Чанкая като резиденция.

### Паметник на мъчениците от 15 юли
Паметникът срещу комплекса е построен от Столичната община на Анкара, за да символизира опита за военен преврат от 15 юли. Паметникът е открит на 16 юли 2017 г. с участието на президента Реджеп Тайип Ердоган. Състои се от общо 4 части: една нация, една държава, една родина и едно знаме. Височината на паметника е 31 метра, а общата му площ е 2500 квадратни метра. Има 7 човешки фигури, представящи гражданите на 81 провинции, избягали по улиците на 15 юли. 7 души представляват 7 географски региона на Турция. В раздела за една родина са написани имената на 81 провинции.

### Бункер C4I
Твърди се, че комплексът на президентския дворец съдържа строго секретен команден и контролен център за специални операции, разположен в защитен бункер. Центърът има визуален команден център със 143 екрана, който корелира данни, получени от UAVs, CCTV, TV и 3G предавания от всички 81 провинции на Турция. Жандармерията, Дирекцията за управление на бедствия и извънредни ситуации, Органът за информационни и комуникационни технологии (BTK), турските въоръжени сили и MIT могат да предоставят емисии на живо на Президентския команден център. Всички данни се архивират в два специални суперкомпютърни сървъра, за да могат разузнавателните агенции да проследяват обратно пътищата на заподозрените. Системата Palace C4I може да насочва, проследява и следва индивиди въз основа на биометрични данни и всяко 2D изображение на целта, което се качва в системата.

## Галерия
- Работна стая на президента
- Конферентна зала
- Президентската библиотека
- Президентската библиотека
- Интериор на джамията Бештепе
- Паметник на мъчениците от 15 юли
- Паметник на мъчениците от 15 юли